# Fewralskoje (Kaliningrad, Polessk)
Fewralskoje (russisch Февральское, deutsch Groß Kirschnakeim, 1938–1945 Kirschkeim; Klein Kirschnakeim, 1938–1945 Kleinschanzkrug; Dwielen, 1938–1945 Meißnershof; Skroblinen, 1938–1945 Hagenwalde; Leiszen, 1936–1938 Leischen, 1938–1945 Hirschdorf; Alt Kirschnabeck, 1938–1945 Kirschbeck; Kallweninken (bei Labiau), 1938–1945 Neuschanzkrug und Szanzell, 1936–1938 Schanzell, 1938–1945 Schanzkrug) ist ein Ort in der russischen Oblast Kaliningrad. Er gehört zur kommunalen Selbstverwaltungseinheit Stadtkreis Polessk im Rajon Polessk. Die Ortsstelle Dwielen/Meißnershof ist verlassen.

## Geographische Lage
Fewralskoje liegt 13 Kilometer südöstlich der Stadt Polessk (Labiau) und südlich der Regionalstraße 27A-145 (ex A190) an der Kommunalstraße 27K-350 nach Nowaja Derewnja (Alt Gertlauken). Die nächste Bahnstation ist Bogatowo (Szargillen/Eichenrode) an der Bahnstrecke Kaliningrad–Sowetsk (Königsberg–Tilsit).

## Geschichte

### Vor 1945

#### Groß Kirschnakeim (Kirschkeim)
Der einst Kirsenekaym genannte Ort war ein kleines Dorf. Im Jahre 1874 wurde es als Landgemeinde in den neu errichteten Amtsbezirk Groß Baum eingegliedert und gehörte zum Kreis Labiau im Regierungsbezirk Königsberg der preußischen Provinz Ostpreußen. Im Jahre 1910 waren in Groß Kirschnakeim 148 Einwohner gemeldet. Am 30. September 1928 wurde der Gutsbezirk Kirschnakeim (Mühle) nach Groß Kirschnakeim eingemeindet. Die Einwohnerzahl betrug 1933 insgesamt 145 und belief sich 1939 – nachdem der Ort am 3. Juni 1938 in „Kirschkeim“ umbenannt worden war – auf noch 136.

#### Klein Kischnakeim (Kleinschanzkrug)
Das Dorf Klein Kirschnakeim bestand vor 1945 lediglich aus ein paar Gehöften. 1874 gelangte es als Landgemeinde in den Amtsbezirk Groß Baum. Klein Kirschnakeim zählte im Jahre 1910 69 Einwohner. Im Jahr 1929 wurde Klein Kirschnakeim zusammen mit der Landgemeinde Kallweninken bei Labiau (s. u.) in die Landgemeinde Szanzell (ab 1938: Schanzkrug, s. u.) eingegliedert. Dort erhielt Klein Kirschnakeim im Jahr 1938 den neuen Namen Kleinschanzkrug.

#### Dwielen (Meißnershof)
Das kleine Gutsdorf Dwielen wurde im Jahre 1874 in den Amtsbezirk Geidlauken eingegliedert. 1910 zählte Dwielen 47 Einwohner. Am 1. Januar 1929 wurde Dwielen in die Nachbargemeinde Groß Rudlauken (heute russisch: Petino) eingegliedert. Am 3. Juni 1938 erfolgte dort die Umbenennung in Meißnershof.

#### Skroblienen (Hagenwalde)
Skroblienen war ein kleines Dorf. 1874 wurde die Landgemeinde in den Amtsbezirk Geidlauken eingegliedert. 1910 zählte Skroblienen 125 Einwohner. 1929 wurde Skroblienen in Hagenwalde umbenannt. Im Jahr 1933 betrug seine Einwohnerzahl 134 und belief sich im Jahr 1939 auf 147.

#### Alt Kirschnabeck (Kirschbeck)
Alt Kirschnabeck bestand aus vielen verstreuten kleinen Gehöften. 1874 wurde die Landgemeinde in den Amtsbezirk Gertlauken eingegliedert. 1910 zählte Alt Kirschnabeck 166 Einwohner. Im Jahr 1933 betrug seine Einwohnerzahl 158 und belief sich im Jahr 1939 auf 167. Im Jahr 1938 war Alt Kirschnabeck in Kirschbeck umbenannt worden.

#### Leiszen (Hirschdorf)
Der Ort Leiszen, zunächst Leißen, von 1936 bis 1938 Leischen, war ein weit gestreutes Dorf. 1874 wurde die Landgemeinde in den Amtsbezirk Gertlauken eingegliedert. 1910 zählte Leiszen 92 Einwohner. Im Jahr 1922 wurde das sog. Rentengut Neu Kirschnabeck (heute russisch: Jelnikowo) nach Leiszen eingemeindet. Im so vergrößerten Ort betrug im Jahr 1933 die Einwohnerzahl 180 und belief sich im Jahr 1939 auf 164. Im Jahr 1938 war Leischen in Hirschdorf umbenannt worden.

#### Kallweninken bei Labiau (Neuschanzkrug)
Kallweninken, oft mit dem Zusatz bei Labiau versehen, um es von dem gleichnamigen Ort zu unterscheiden, der ebenfalls im Kreis Labiau zwei Kilometer nordöstlich von Popelken lag (heute nicht mehr existent), war ein kleines Dorf. 1874 gelangte es als Landgemeinde in den Amtsbezirk Groß Baum. 1910 zählte Kallweninken 96 Einwohner. Im Jahr 1929 wurde Kallweninken bei Labiau zusammen mit der Landgemeinde Klein Kirschnakeim (s. o.) in die Landgemeinde Szanzell (ab 1938: Schanzkrug, s. u.) eingegliedert. Dort erhielt Kallweninken im Jahr 1938 den neuen Namen Neuschanzkrug.

#### Szanzell (Schanzkrug)
Szanzell bestand aus mehreren kleinen Gehöften. 1874 gelangte der Ort als Landgemeinde in den Amtsbezirk Groß Baum. 1910 zählte Szanzell 35 Einwohner. Im Jahr 1929 wurden die Landgemeinde Kallweninken bei Labiau (s. o.) und die Landgemeinde Klein Kirschnakeim (s. o.) an die Landgemeinde Szanzell angeschlossen. Im so vergrößerten Ort betrug im Jahr 1933 die Einwohnerzahl 189. Im Jahr 1936 wurde die Schreibweise des Ortes zu Schanzell verändert und im Jahr 1938 wurde der Ort in Schanzkrug umbenannt. Im Jahr 1939 belief sich die Einwohnerzahl auf 167.

### Nach 1945
Die obigen acht Orte kamen als Folge des Zweiten Weltkriegs mit dem nördlichen Ostpreußen zur Sowjetunion.

#### Malyschewo
Im Jahr 1947 erhielt der Ort Schanzkrug als Schanzell die russische Bezeichnung Malyschewo und wurde gleichzeitig dem Dorfsowjet Sosnowski selski Sowet im Rajon Polessk zugeordnet. Der Ort Malyschewo wurde vor 1975 aus dem Ortsregister gestrichen. Laut Karte gehörten die Überbleibsel des Ortes fortan zu Poltawka (s. u.).

#### Poltawka
Im Jahr 1947 erhielt der Ort Hagenwalde (ehemals Skroblienen) die russische Bezeichnung Poltawka und wurde gleichzeitig dem Dorfsowjet Sosnowski selski Sowet zugeordnet. Der Ort Poltawka wurde 1997 an Fewralskoje angeschlossen.

#### Nowodworki
Im Jahr 1947 wurden die drei Orte Hirschdorf (als Leischen), Kirschbeck (als Alt Kirschnabeck) und Neuschanzkrug (als Kallweninken) unter der russischen Bezeichnung Nowodworki zusammengefasst und dieser Ort gleichzeitig dem Dorfsowjet Sosnowski selski Sowet zugeordnet. Der Ort Nowodworki wurde 1997 an Fewralskoje angeschlossen.

#### Fewralskoje
Im Jahre 1947 wurden die drei Orte Meißnershof (als Dwielen), Kleinschanzkrug (als Klein Kirschnakeim) und Kirschkeim (als Groß Kirschnakeim) unter der russischen Bezeichnung Fewralskoje zusammengefasst und dieser Ort gleichzeitig dem Dorfsowjet Sosnowski selski Sowet zugeordnet. Im Jahr 1997 wurden die beiden Orte Poltowka (s. o.) und Nowodworki (s. o.) an Fewralskoje angeschlossen. Von 2008 bis 2016 gehörte Fewralskoje zur Landgemeinde Saranskoje selski posselenije und seither zum Stadtkreis Polessk.

## Kirche
In den obigen deutschen Orten lebte vor 1945 eine fast ausschließlich evangelische Bevölkerung. Alle diese Orte waren in das Kirchspiel der Kirche Laukischken (russisch: Saranskoje) eingepfarrt, die zum Kirchenkreis Labiau in der Kirchenprovinz Ostpreußen der Kirche der Altpreußischen Union gehörte. Heute liegt Fewralskoje im Einzugsgebiet der evangelisch-lutherischen Gemeinden in Lomonossowka (Permauern, 1938–1946 Mauern) bzw. Polessk (Labiau). Beides sind Filialgemeinden der Auferstehungskirche in Kaliningrad (Königsberg), der Hauptkirche der Propstei Kaliningrad der Evangelisch-lutherischen Kirche Europäisches Russland.